# United States Naval Forces Central Command

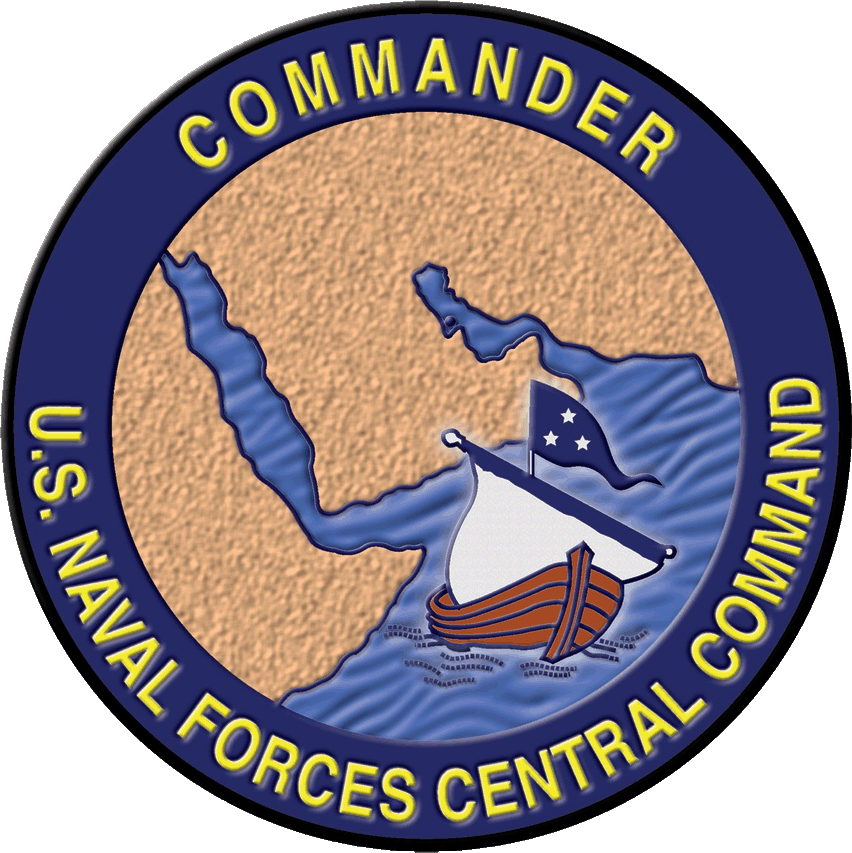
Sigill.

United States Naval Forces Central Command (förkortning: NAVCENT) är USA:s flottas komponent till det försvarsgrensövergripande United States Central Command (CENTCOM). 
NAVCENT överlappar med 5:e flottan och har högkvarteret placerat i Bahrain.
NAVCENT har få "egna fartyg" med hemmahamn i regionen, utan för befäl över de sjöstridskrafter som USA:s försvarsminister regelbundet tilldelar CENTCOM för uppdrag i regionen.

## Bakgrund

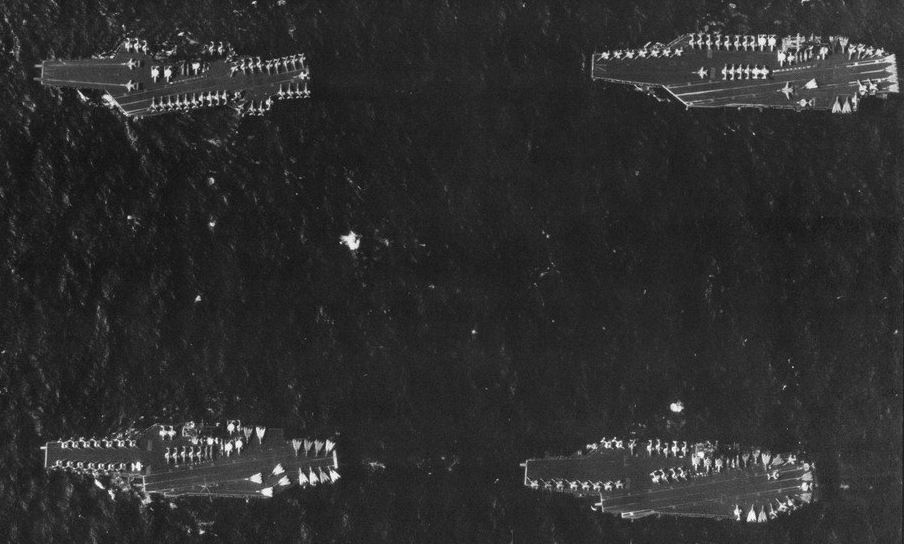
Flygfoto över hangarfartygen i Battle Force Zulu i mars 1991. Från höger till vänster: USS Midway (CV-41) (övre vänster), USS Theodore Roosevelt (CVN-71) (övre höger), USS Ranger (CV-61) (nedre vänster) samt USS America (CV-66) (nedre höger).

Kommandot inrättades 1983 för att framförallt upprätthålla USA:s intressen i Persiska viken som en mindre del av Stillahavsflottan. 1988 deltog det Operation Praying Mantis, en vedergällningsaktion mot Iran under Iran-Irakkriget för deras utplacering av sjöminor, som var det största sjöslaget som USA var involverat i sedan andra världskriget och det första med sjömålsrobotar.
Vid upptakten för Gulfkriget beslutade befälhavaren för CENTCOM, general Norman Schwarzkopf, att de omfattande sjöstyrkorna från USA och koalitionen skulle ledas av samme viceamiral som förde befäl över sjunde flottan. Under Gulfkriget deltog 6 amerikanska hangarfartyg med flyg, varav två i Röda havet och fyra i Persiska viken och Arabiska havet "Fattle Force Zulu". 
Trots att det efter krigets slut kvarstod amerikanska marina förband för att upprätthålla flygförbudszonen över Irak, så fanns det ingen fokuserad ledning av dessa på plats och ingen egen numrerad flotta. Arrangemanget förenklades 1995 då den 5:e flottan inrättades enbart för CENTCOM:s område. Därefter har till dags dato samma person som leder 5:e flottan även fört befäl över NAVCENT.

## Combined Maritime Forces
Befälhavaren för NAVCENT leder även Combined Maritime Forces som är en multinationell styrka i vilken 33 suveräna stater (däribland Danmark och Norge) deltar med örlogsfartyg för att tillsammans bekämpa sjöröveri, antiterrorism samt att upprätthålla öppna sjövägar i Röda havet, Adenviken, Persiska viken och Arabiska havet. Samarbetet inleddes 2002 och är uppdelat i tre sjöstyrkegrupper:
- Combined Task Force 150 (CTF-150)
- Combined Task Force 151 (CTF-151)
- Combined Task Force 152 (CTF-152)[3]